# Microsoft Office 2024
Microsoft Office 2024 è l'ultima versione del software di produttività personale Microsoft Office e succede a Office 2021. È stata ufficialmente rilasciata il 1º ottobre 2024 per Windows 10, Windows 11 e macOS. Alcune funzionalità precedentemente disponibili solo per gli abbonati a Microsoft 365 sono ora accessibili anche in questa versione.

## Novità
Office 2024 include diverse caratteristiche precedentemente disponibili solo tramite Microsoft 365, tra cui funzioni di inchiostrazione migliorate, nuove funzionalità di animazione in Microsoft PowerPoint, come le caratteristiche di morph e zoom, e nuove formule e grafici in Excel per l'analisi dei dati.
Office 2024 riceverà cinque anni di supporto tradizionale, ma solo due anni di supporto esteso.

### Windows
Office 2024 per Windows richiede: Windows 10, Windows 10 LTSC 2019, Windows 11, Windows Server 2019, Windows Server 2022 o Windows Server 2025.
Le versioni di Office 2024 disponibili sono: Home & Student, Home & Business, Professional e Professional Plus (quest'ultima include le app della versione Professional con l'aggiunta di Microsoft Teams.)

### Mac
Office 2024 per Mac richiede una delle ultime tre versioni di macOS disponibili al momento dell'installazione dell'applicazione.
L'offerta delle versioni di Office 2024 è molto variegata e dipende da diverse esigenze, funzionalità e modalità di acquisto..

## Modalità di installazione
Per Office 2024, Microsoft ha annunciato che le app client avranno solo l'installatore Click-to-Run, mentre le app server utilizzeranno l'installatore tradizionale MSI.
Le versioni per macOS possono essere acquistate dal sito web di Microsoft e, dal 2018, anche dall'App Store.